# Ристо Кременовић
Ристо Кременовић (Борковићи, Бања Лука, 10. октобар 1939 — Загреб, април 1960) био је српски песник.

## Биографија
Ристо Кременовић је рођен 10. октобра 1939. године у селу Борковићи. Основну школу и гимназију завршио је у Бањој Луци, a по завршетку гимназије уписује Пољопривредно-шумарски факултет у Загребу. Још у основној школи је показао склоност ка писању, а свој таленат је посебно показао у поезији. Сарађивао је у Новом средњошколцу, Младом Крајишнику, Бањалучким новинама и другим листовима и књижевним часописима.
После једног састанка на факултету, 17. априла 1960. године, Ристо се није вратио у студентски дом. Следећег јутра нађен је масакриран на Савској цести, а мистерија његове смрти никада није разјашњена.

## Дела
За свог кратког живота публиковао је по часописима и листовима свега педесет једну песму, а иза њега је остало сто седамдесет шест песама, од којих су око две трећине објављене у збирци Смрт своју преболео Архивирано на веб-сајту  (4. март 2016) (2015).